# Helophorus chamberlaini
Helophorus chamberlaini är en skalbaggsart som beskrevs av Ales Smetana 1985. Helophorus chamberlaini ingår i släktet Helophorus och familjen halsrandbaggar. Inga underarter finns listade i Catalogue of Life.